# Leptogenys langi
Leptogenys langi é uma espécie de formiga do gênero Leptogenys, pertencente à subfamília Ponerinae.